# Landkreis Oschersleben (Bode)

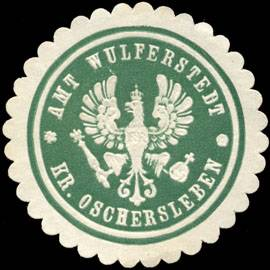
Siegelmarke Amt Wulferstedt Kreis Oschersleben

Der Landkreis Oschersleben (Bode), ursprünglich Kreis Oschersleben, war ein Landkreis, der von 1816 bis 1952 in der preußischen Provinz Sachsen und im Land Sachsen-Anhalt der SBZ bzw. der DDR bestand.

## Verwaltungsgeschichte

### Königreich Preußen
Im Rahmen der preußischen Verwaltungsreformen nach dem Wiener Kongress wurde zum 1. Juli 1816 im Regierungsbezirk Magdeburg der Provinz Sachsen der Kreis Oschersleben eingerichtet. Dieser erhielt zuletzt die Bezeichnung „Oschersleben (Bode)“.
Das Landratsamt war zunächst in Schwanebeck. Zum 1. Januar 1825 traten die Stadt Dardesheim und die Dörfer Aspenstedt, Athenstedt, Heudeber, Mahndorf, Mulmke, Rohrsheim, Ströbeck und Zilly vom Kreis Oschersleben zum Kreis Halberstadt. 1859 wurde das Landratsamt nach Oschersleben verlegt.

### Norddeutscher Bund / Deutsches Reich
Seit dem 1. Juli 1867 gehörte der Kreis zum Norddeutschen Bund und ab dem 1. Januar 1871 zum Deutschen Reich. Zum 30. September 1928 fand im Kreis entsprechend der Entwicklung im übrigen Freistaat Preußen eine Gebietsreform statt, bei der nahezu alle Gutsbezirke aufgelöst und benachbarten Landgemeinden zugeteilt wurden. Am 1. Oktober 1932 wurden die Landgemeinden Emersleben, Groß Quenstedt, Harsleben, Klein Quenstedt und Wehrstedt aus dem aufgelösten Landkreis Halberstadt in den Kreis eingegliedert.
Am 1. August 1941 wurde die Gemeinde Pabstorf aus dem braunschweigischen Landkreis Wolfenbüttel in den Kreis umgegliedert und mit der gleichnamigen bereits zum Kreis Oschersleben gehörenden Gemeinde zusammengeschlossen. Nach der Auflösung der Provinz Sachsen zum 1. Juli 1944 gehörte der Kreis zur neuen Provinz Magdeburg. Im Frühjahr 1945 wurde das Kreisgebiet durch die US-Armee besetzt.

### Sowjetische Besatzungszone / Deutsche Demokratische Republik
Die Gemeinde Wehrstedt schied 1946 aus dem nunmehr Landkreis Oschersleben genannten Kreis aus und wurde in die kreisfreie Stadt Halberstadt eingemeindet.
Bei der Gebietsreform von 1950 wurde der Landkreis um die Gemeinden Ausleben, Barneberg, Hötensleben, Ohrsleben und Wackersleben des Landkreises Haldensleben vergrößert. Gleichzeitig wechselte die Gemeinde Heteborn aus dem Landkreis Oschersleben in den Landkreis Quedlinburg.
Bei der Gebietsreform von 1952 wurden das Land Sachsen-Anhalt sowie der Landkreis Oschersleben in seiner alten Form aufgelöst:
- Die Städte Schwanebeck und Wegeleben sowie die Gemeinden Aderstedt, Anderbeck, Badersleben, Dedeleben, Deesdorf, Dingelstedt am Huy, Eilenstedt, Eilsdorf, Groß Quenstedt, Harsleben, Huy-Neinstedt, Klein Quenstedt, Nienhagen, Pabstorf, Rodersdorf, Schlanstedt und Vogelsdorf kamen zum neuen Kreis Halberstadt.
- Die Stadt Kroppenstedt kam zum neuen Kreis Staßfurt.
- Alle übrigen Gemeinden bildeten zusammen mit der Gemeinde Altbrandsleben aus dem Landkreis Wanzleben sowie den Gemeinden Harbke, Marienborn, Sommersdorf und Völpke aus dem Landkreis Haldensleben den neuen Kreis Oschersleben.
- Die Kreise Halberstadt, Oschersleben und Staßfurt wurden dem neuen Bezirk Magdeburg zugeordnet.

### Bundesrepublik Deutschland
Der Kreis Oschersleben, seit 1990 wieder als Landkreis bezeichnet, wurde im Zuge der Kreisreformen in Sachsen-Anhalt zum 1. Juli 1994 aufgelöst und das Kreisgebiet in den neugebildeten Bördekreis eingegliedert, der wiederum 2007 im Landkreis Börde aufging.

## Einwohnerentwicklung
| Jahr | Einwohner | Quelle |
| ---- | --------- | ------ |
| 1816 | 31.520    | [ 2 ]  |
| 1843 | 32.129    | [ 3 ]  |
| 1871 | 45.596    | [ 4 ]  |
| 1890 | 55.095    | [ 5 ]  |
| 1900 | 60.441    | [ 5 ]  |
| 1910 | 57.154    | [ 5 ]  |
| 1925 | 56.079    | [ 5 ]  |
| 1933 | 61.049    | [ 5 ]  |
| 1939 | 63.701    | [ 5 ]  |
| 1946 | 92.831    | [ 6 ]  |

## Landräte
- 1816–1829 Heinrich Ludwig von Hünecken (1767–1829)
- 1831–1848 Wilhelm Leopold von der Schulenburg
- 1848–1854 Friedrich Maurach (1811–1873)
- 1854–1864 Adolf Hilmar von Leipziger (1825–1891)
- 1864–1884 Friedrich von Gerlach (1828–1891)
- 1884–1889 Alexander von Asseburg-Neindorf
- 1889–1894 Martin von Wegnern (1855–1897)
- 1894–1902 Rudolf von der Schulenburg (1860–1930)
- 1902–1905 Bill Drews (1870–1938)
- 1905–1919 August Schroepffer
- 1919–1933 Ernst Heine
- 1933–1936 Manfred Bilke
- 1936–1939 Hermann Fiebing (1901–1960)
- 1939–1940 Otto Ulrich Bährens (1911–2007)
- 1940–1943 Walter Looft
- 1943–1945 Ernst Fromm (1881–1971) (vertretungsweise)

## Kommunalverfassung
Der Kreis Oschersleben (Bode) gliederte sich in Städte, in Landgemeinden und – bis zu deren nahezu vollständiger Auflösung – in Gutsbezirke. Mit Einführung des preußischen Gemeindeverfassungsgesetzes vom 15. Dezember 1933 sowie der Deutschen Gemeindeordnung vom 30. Januar 1935 wurde zum 1. April 1935 das Führerprinzip auf Gemeindeebene durchgesetzt. Eine neue Kreisverfassung wurde nicht mehr geschaffen; es galt weiterhin die Kreisordnung für die Provinzen Ost- und Westpreußen, Brandenburg, Pommern, Schlesien und Sachsen vom 19. März 1881.

## Städte und Gemeinden

### Stand 1939
Der Kreis Oschersleben (Bode) umfasste 1939 fünf Städte sowie 37 weitere Gemeinden und einen gemeindefreien Gutsbezirk.
| - Adersleben - Aderstedt - Anderbeck - Andersleben - Badersleben - Beckendorf-Neindorf - Dalldorf - Dedeleben - Deesdorf - Dingelstedt am Huy - Eilenstedt - Eilsdorf - Emersleben - Emmeringen | - Gröningen, Stadt - Groß Quenstedt - Gunsleben - Günthersdorf - Hamersleben - Harsleben - Heteborn - Hordorf - Hornhausen - Huy-Neinstedt - Klein Quenstedt - Kloster Gröningen - Kroppenstedt, Stadt - Krottorf | - Neubrandsleben - Neuwegersleben - Nienhagen - Oschersleben (Bode), Stadt - Ottleben - Pabstorf - Röderhof - Rodersdorf - Schlanstedt - Schwanebeck, Stadt - Vogelsdorf - Wegeleben, Stadt - Wehrstedt - Wulferstedt |

Zum Kreis gehörte außerdem der gemeindefreie Gutsbezirk Forst Oschersleben.

### Namensänderungen
Die Schreibweise von Croppenstedt wurde 1935 in Kroppenstedt geändert.